# Дмитриевское муниципальное образование (Духовницкий район)
Дмитриевское муниципальное образование — сельское поселение в Духовницком районе Саратовской области Российской Федерации.
Административный центр — село Дмитриевка.

## История
Статус и границы сельского поселения установлены Законом Саратовской области от 27 декабря 2004 года № 92-ЗСО «О муниципальных образованиях, входящих в состав Духовницкого муниципального района».

## Население
| 2010  | 2011  | 2012  | 2013  | 2014  | 2015  | 2016  |
| ----- | ----- | ----- | ----- | ----- | ----- | ----- |
| 1578  | ↘1572 | ↘1538 | ↘1518 | ↘1513 | ↘1479 | ↘1471 |
| 2017  | 2018  | 2019  | 2020  | 2021  |       |       |
| ↗1482 | ↘1481 | ↘1424 | ↘1380 | ↘1254 |       |       |

## Состав сельского поселения
| № | Населённый пункт | Тип населённого пункта       | Население |
| - | ---------------- | ---------------------------- | --------- |
| 1 | Вечный Хутор     | деревня                      | ↘292      |
| 2 | Дмитриевка       | село, административный центр | ↘782      |
| 3 | Озерки           | село                         | ↘504      |